# Callidula lunigera
Callidula lunigera es una polilla de la familia Callidulidae. Se encuentra en Nueva Guinea.